# SSBJ
Sukhoi Supersonic Business Jet (SSBJ, С-21) — отменённый советский, затем российско-американский проект сверхзвукового пассажирского самолёта бизнес-класса, разрабатывавшегося ОКБ Сухого. В поисках финансирования ОАО Сухой сотрудничало по данному проекту с компаниями Gulfstream Aerospace, Dassault Aviation, а также рядом китайских компаний.

В настоящее время дальнейшая судьба С-21, как и Ту-444, остаётся неясной.

## История разработки
Разработка С-21 и его более крупной модификации С-51 была начата в 1981 году по инициативе на тот момент главного конструктора ОКБ Сухого Михаила Петровича Симонова. Проект возглавил заместитель главного конструктора Михаил Асланович Погосян.
Анализ коммерческой эксплуатации самолётов Ту-144 и Конкорд показал, что с ростом цен на авиатопливо сверхзвуковые самолёты не могут конкурировать с более экономичными дозвуковыми лайнерами в сегменте массовых перевозок. Количество пассажиров, готовых существенно переплачивать за скорость движения, невелико и определяется, в основном, представителями крупного бизнеса и высшими чиновниками. При этом приоритетными маршрутами движения являются авиалинии, соединяющие мировые столицы. Это определило концепцию самолёта, как предназначенного для перевозки 8-10 пассажиров на дальность 7-10 тысяч километров (для обеспечения беспосадочного перелёта между городами на одном континенте и с одной дозаправкой при полёте из любой в любую столицу мира). Важным также стало уменьшение длины пробега, чтобы самолёт могли принимать все международные аэропорты мира.
В ходе работы над самолётом прорабатывались различные варианты компоновки — с 2, 3 или 4 двигателями. Распад Советского Союза привёл к прекращению финансирования программы со стороны государства. ОКБ Сухого начало поиск независимых инвесторов на проект. В частности, в начале 1990-х работы велись в сотрудничестве с американской компанией Gulfstream Aerospace — при этом прорабатывался вариант с двумя английскими двигателями, получивший обозначение S-21G. Однако в 1992 году американская сторона вышла из проекта, опасаясь неподъёмных расходов. Проект был приостановлен.
В 1993 году инвесторы на проект были найдены в России и проект был возобновлён. Полученные от инвесторов 25 миллионов долларов США позволили достичь стадии завершения проектирования. Были проведены наземные испытания двигателей, а также испытания моделей самолёта в аэродинамических трубах.
В 1999 году проект самолёта был представлен на авиасалоне Ле-Бурже, тогда же Михаил Петрович Симонов заявил, что для завершения всех работ по самолёту и начала выпуска серийных лайнеров потребуется ещё около 1 миллиарда долларов. При своевременном и полном финансировании самолёт мог впервые подняться в воздух в 2002 году, а стоимость единицы составила бы около 50 миллионов долларов. Рассматривалась возможность продолжения совместной работы над проектом с французской компанией Dassault Aviation, однако контракт не состоялся.
В 2000 году ОКБ Сухого пробовало найти инвесторов на данный проект в Китае.
В настоящее время инвестиции для завершения разработки и создания самолётов не найдены. В принятой в конце 2012 года государственной программе «Развитие авиационной промышленности на 2013—2025 годы» упоминания о самолёте отсутствуют.